# Hiroko Nakano
Pour les articles homonymes, voir Nakano (homonymie).
Hiroko Nakano (仲野博子, Nakano Hiroko), née le 3 mars 1959, est une femme politique japonaise, représentant la préfecture d'Hokkaidō à la Chambre des représentants du Japon pour le parti démocrate japonais. Elle est également nommée dans le gouvernement Noda en tant que secrétaire parlementaire chargée de l'Agriculture, des Forêts et de la Pêche en 2011. 

## Jeunesse et carrière pré-électorale

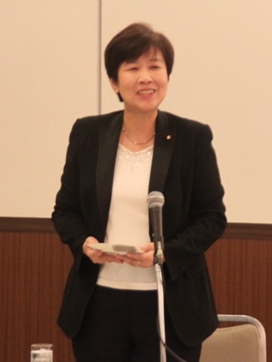
Hiroko Nakano en 2011, lors d'une réunion publique à Sapporo.

Nakano nait le 3 mars 1959 dans la ville de Yokohama, dans la préfecture d'Aomori. Elle effectue des études de littérature anglaise et américaine à l'Université Hirosaki Gakuin (en), située dans la ville d'Hirosaki. Elle commence sa carrière en 1981 en tant que professeur d'anglais remplaçant au collège de Nemuro. 

## Carrière électorale
Elle commence sa carrière politique en 1989, où elle se présente pour le conseil municipal de la ville de Nemuro sous les couleurs du Parti socialiste japonais. Elle est élue dès sa première participation, et est réélue par la suite 3 fois, jusqu'en 2000.
Elle démissionne en 2000 de son poste de conseiller municipal pour se présenter aux élections législatives japonaises de 2000 dans la treizième circonscription de la préfecture d'Hokkaidō, en tant qu'indépendante, mais est battue par le député sortant Naoto Kitamura (ja). Elle se représente en 2003 dans la septième circonscription de Hokkaidō, toujours contre Kitamura. Cette fois soutenue par le parti démocrate du Japon, elle perd à nouveau l'élection de 13 000 voix, mais est tout de même élue députée grâce à la relance proportionnelle dans la circonscription proportionnelle de Hokkaidō. Elle fait ainsi son entrée à la Diète, où elle rejoint le comité spécialisé dans les questions relatives à l'agriculture et à la pêche.
Elle se représente en 2005, et elle remporte le scrutin uninominal, devenant ainsi la représentante de la septième circonscription, battant Kitamura avec une avance de 8 000 voix. Sur les quinze municipalités de la circonscription, elle arrive en tête dans dix, dont Kushiro, une considérable avancée comparée à l'élection de 2003.
Nakano est candidate à sa succession lors de l'élection législative japonaise de 2009, mais perd son siège face à l'ancien maire de Kushiro Yoshitaka Itō (ja), soutenu par le PLD. Elle devient ainsi paradoxalement la seule députée du parti démocrate à perdre son siège lors des élections de 2009, année de l'arrivée au pouvoir du parti. Elle conserve néanmoins un siège à la Diète grâce à la relance proportionnelle. Elle continue son implication au niveau locale, notamment au niveau de l'industrie halieutique, principal secteur d'emploi de sa circonscription. 

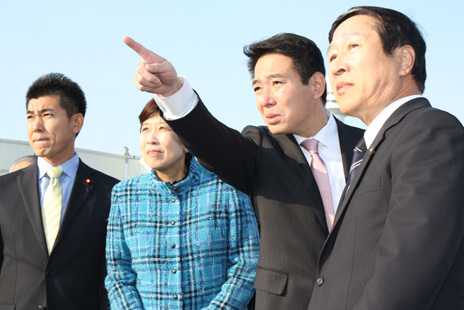
Nakano, aux côtés de Seiji Maehara et de Kenta Izumi en 2009.

En 2011, elle rejoint le gouvernement Noda au poste de secrétaire parlementaire chargée de l'Agriculture, des Forêts et de la Pêche. 
De nouveau candidate aux élections législatives de 2012, elle n'est pas réélue, et perd même son siège de relance proportionnelle. Elle annonce alors quitter la vie politique.  

## Prises de position
Elle se déclare opposée à une révision de la Constitution japonaise, révision soutenue par le parti au pouvoir, et notamment le premier ministre Shinzo Abe.
Elle est également opposée à un retour de l'énergie nucléaire au Japon. 
Concernant la crise de succession impériale japonaise, elle se déclare ouverte à une révision au droit de succession permettant aux femmes de la famille impériale de conserver leur titre après leur mariage.